# 金剛山トンネル (福岡県)
金剛山トンネル（こんごうざんトンネル）は、福岡県北九州市八幡西区の九州自動車道のトンネル。

## 概要
- 上り線（山口方面）長さ：2,200 m
- 下り線（福岡方面）長さ：2,177 m

※トンネル距離数はトンネル入口手前に設置された標識の記載によるもの。

## 歴史
- 1988年3月31日：九州自動車道・小倉東IC - 八幡IC開通と共に供用開始

## 追記事項
- 上下線共にトンネル内部は車線変更禁止に指定されている。
- すぐ隣の福智山トンネルも含めると合計で5kmを超える長大トンネルであるため、入口手前にトンネル信号機が設置されている。また、進路変更ができないことや長距離であること等から速度低下を招きやすく、結果として盆正月時は渋滞もしくは混雑する傾向にある。なお、福智山トンネルも含めてトンネル及びその前後区間は最高速度が80km/hに規制されている。

## 小倉南IC - 八幡IC間のトンネル群
小倉南IC - 八幡ICの区間はほとんどが1キロを越える長距離トンネルが連続している。走行の際は注意したい。
(3)小倉南IC/BS - 福智山トンネル - 金剛山トンネル - (4)八幡IC/BS